# Найка
Найка (исп. Naica) — город в Мексике, штат Чиуауа, входит в состав муниципалитета Саусильо. Численность населения, по данным переписи 2010 года, составила 4938 человек.

## История
Поселение было основано в 1828 году как рабочий посёлок при рудниках, которые открыл Сантьяго Скопельи.
27 июля 1911 года Найка получил статус вилья и стал административным центром одноимённого муниципалитета. Мексиканская революция парализовала работу рудников, что привело к тому, что 3 февраля 1922 года Найка вошёл в состав муниципалитета Саусильо.
В 2000 году в одной из шахт Найка была открыта пещера кристаллов, ставшая известной достопримечательностью. Однако, сама пещера закрыта для посещений, с целью сохранения уникального микроклимата.

## Фотографии
- Найка в кадре
- На въезде в город
- Горы на окраине города
- Пещера кристаллов
- Лебёдочное колесо на въезде